# Tony Bettenhausen
Melvin Eugene Bettenhausen, más conocido como Tony Bettenhausen (Tinley Park, Illinois, 12 de septiembre de 1916-Indiana, Indianápolis, 12 de mayo de 1961) fue un piloto de automovilismo estadounidense que se destacó en Campeonato Nacional de la AAA y el Campeonato Nacional del USAC. Fue campeón dos veces en 1951 y 1958, subcampeón en 1959, cuarto en 1955 y quinto en 1950 y 1960. A lo largo de su carrera en el campeonato, obtuvo 22 victorias y 40 podios.
Bettenhausen nunca pudo ganar en las 500 Millas de Indianápolis; sus mejores resultados fueron segundo en 1955 y cuarto en 1958 y 1959. Murió a la edad de 44 años al chocar durante una tanda de prácticas en Indianápolis.
El piloto era apodado por la prensa el "Expreso de Tinley Park". Su nombre de pila Tony es una derivación de Tunney, en referencia al boxeador Gene Tunney, un apodo que tenía de chico por tomarse a golpes de puño con otros niños. Sus hijos Gary Bettenhausen, Tony Bettenhausen Jr. y Merle Bettenhausen también fueron pilotos de automovilismo.

## Carrera deportiva
Bettenhause se inició en los midgets en la década de 1930, y resultó tres veces campeón de los circuitos de Chicago y Milwaukee en la década de 1940. Asimismo, formaba parte de la "Pandilla de Chicago", un grupo de competidores de midgets que recorría los óvalos del Medio Oeste de Estados Unidos, junto con Jimmy Snyder entre otros.
El piloto comenzó a competir en el Campeonato Nacional de la AAA en 1941 con un Lencki. Resultó sexto en su debut Milwaukee y segundo en Syracuse, por lo que terminó décimo en el campeonato.
Luego de terminada la Segunda Guerra Mundial, la categoría reanudó las competencias en 1946. Bettenhausen hizo su primera aparición en las 500 Millas de Indianápolis, abandonando por falla mecánica. Luego resultó quinto en Indiana State Fairgrounds, abandonó en Milwaukee, y triunfó en Goshen. Por tanto, terminó 14º en el campeonato.
En 1947, logró dos triunfos en Goshen y Springfield, y dos cuartos lugares en nueve carreras de la AAA, de modo que alcanzó la sexta colocación final. El piloto relevó a Myron Fohr durante 67 vueltas en las 200 Millas de Milwaukee de 1948, logrando la victoria. Consiguió además dos sextos puestos y un décimo, por lo que quedó en la 15.ª posición final.
Bettenhausen no pudo clasificar a las 500 Millas de Indianápolis de 1949. Con dos triunfos en DuQuoin y Detroit y dos novenos puestos, se ubicó 12º en el campeonato.
El piloto clasificó antepenúltimo a las 500 Millas de Indianápolis de 1950, y abandonó en la vuelta 31 por problemas mecánicos. Sin embargo, relevó a Joie Chitwood por 51 vueltas de las 136 que se disputaron, compartiendo puntos por el arribo en quinto puesto. Dos semanas después, venció en el Clásico Rex Mays de Milwaukee. En el último tramo del campeonato ganó en Springfield y Bay Meadows, y llegó segundo en Phoenix. Así, se colocó quinto en la tabla final, por detrás de Henry Banks, Walt Faulkner, Johnnie Parsons y Cecil Green.
Bettenhausen inició la temporada 1951 con un noveno puesto en las 500 Millas de Indianápolis, luego de abandonar por trompo en la vuelta 178. Luego ganó ocho veces en el Clásico Rex Mays de Milwaukee, Langhorne, Springfield, el Ted Horn Memorial y las 150 de DuQuoin, Syracuse, Denver y San José, y logró dos segundos puestos en 14 carreras. Por tanto, obtuvo el título ante Banks, Faulkner y Jack McGrath.
Para la temporada 1952, el piloto decidió dejar de competir regularmente y disputar únicamente las 500 Millas de Indianápolis. Ese año abandonó por falla mecánica. En 1953 chocó a cuatro vueltas de la meta, quedando clasificado noveno. Luego disputó otras cuatro carreras de la AAA, obteniendo dos triunfos en Syracuse y Phoenix y un sexto en Indiana State Fairgrounds. Por tanto, se ubicó décimo en la clasificación general. El piloto no obtuvo puntos en sus cuatro apariciones en 1954.
En las 500 Millas de Indianápolis de 1955, Bettenhausen resultó segundo por detrás de Bob Sweikert, contando como piloto de relevo a Paul Russo durante 77 vueltas. Además, resultó segundo en las 250 Millas de Milwaukee, cuarto en Indiana State Fairgrounds y noveno en Phoenix, aunque no pudo clasificar a otras cuatro carreras. El piloto quedó cuarto en el campeonato por detrás de Sweikert, Jimmy Bryan y Johnny Thomson.
Bettenhausen clasificó quinto a las 500 Millas de Indianápolis de 1956, ahora bajo control de la USAC, pero abandonó por choque. Luego se desempeñó como piloto de relevo en Springfield y las 250 Millas de Milwaukee. Disputó las cinco fechas finales del nuevo Campeonato Nacional del USAC como titular, triunfando en Syracuse.
En 1957, el piloto largó seis carreras de la USAC Champ Car, logrando un séptimo lugar como mejor resultado. Por otra parte, disputó la Carrera de los Dos Mundos en el óvalo de Autodromo Nazionale di Monza en Italia con un Kurtis Kraft. Obtuvo la pole position con una vuelta a 284,927 km/h de velocidad promedio, y obtuvo el récord de velocidad promedio en circuito durante la carrera con una vuelta a 284,561 km/h. Sin embargo, abandonó en la primera manga por problemas mecánicos, y no largó las otras mangas.
El piloto lideró las 500 Millas de Indianápolis de 1958 durante 24 vueltas, lo que nunca volvió a lograr, y resultó cuarto por detrás de Bryan, George Amick y Johnny Boyd. No ganó ninguna carrera ese año, pero obtuvo cuatro segundos puestos, dos terceros y diez top 5 en trece carreras. Así, resultó campeón ante Amick y Thomson.
Bettenhausen repitió el cuarto puesto en las 500 Millas de Indianápolis de 1959, siendo superado por Rodger Ward, Jim Rathmann y Thomson. También venció en Trenton 1 y en Phoenix, y obtuvo un segundo puesto, un tercero, un sexto y un octavo. Así, fue subcampeón de la USAC Champ Car por detrás de Ward.
En la temporada 1960, el piloto acumuló cuatro segundos lugares, un cuarto, un quinto y un sexto en 11 carreras. En cambio, abandonó en Indianápolis por falla mecánica, de modo que culminó quinto en el campeonato por detrás de A. J. Foyt, Ward, Don Branson y Rathmann.
Durante los entrenamientos para las 500 Millas de Indianápolis de 1961, Bettenhausen chocó contra el paredón con un Watson-Offy de su colega Paul Russo, y volcó a lo largo de 100 metros, lo que le causó su muerte.
En su honor, la carrera de agosto en Milwaukee llevó su nombre desde 1961 hasta la última edición en 1982, y la carrera de Springfield a partir de 1964.

## Resultados

### Fórmula 1
(Clave) (negrita indica pole position) (cursiva indica vuelta rápida)

| Año         | Escudería           | 1   | 2       | 3       | 4     | 5   | 6   | 7   | 8   | 9   | 10  | 11  | Pos. | Puntos |
| ----------- | ------------------- | --- | ------- | ------- | ----- | --- | --- | --- | --- | --- | --- | --- | ---- | ------ |
| 1950        | Blue Crown          | GBR | MON     | 500 5‡  | SUI   | BEL | FRA | ITA |     |     |     |     | 20º  | 1      |
| 1951        | Rotary Engineering  | SUI | 500 Ret | BEL     | FRA   | GBR | GER | ITA | ESP |     |     |     | NC   | 0      |
| 1952        | Blue Crown          | SUI | 500 Ret | BEL     | FRA   | GBR | GER | NED | ITA |     |     |     | NC   | 0      |
| 1953        | J.C. Agajanian      | ARG | 500 9‡  | NED     | BEL   | FRA | GER | GBR | SUI | ITA |     |     | NC   | 0      |
| 1954        | Automobile Shippers | ARG | 500 15‡ | BEL     | FRA   | GBR | GER | SUI | ITA | ESP |     |     | NC   | 0      |
| 1955        | H.A. Chapman        | ARG | MON     | 500 2‡  | BEL   | NED | GBR | ITA |     |     |     |     | 13º  | 3      |
| 1956        | Belanger Motors     | ARG | MON     | 500 Ret | BEL   | FRA | GBR | GER | ITA |     |     |     | NC   | 0      |
| 1957        | Novi Racing         | ARG | MON     | 500 15  | FRA   | GBR | GER | PES | ITA |     |     |     | NC   | 0      |
| 1958        | Jones & Maley       | ARG | MON     | NED     | 500 4 | BEL | FRA | GBR | GER | POR | ITA | MAR | 16º  | 4      |
| 1959        | Hoover Motor        | MON | 500 4   | NED     | FRA   | GBR | GER | POR | ITA | USA |     |     | 15º  | 3      |
| 1960        | Lindsey Hopkins     | ARG | MON     | 500 Ret | NED   | BEL | FRA | GBR | POR | ITA | USA |     | NC   | 0      |
| Referencia: |                     |     |         |         |       |     |     |     |     |     |     |     |      |        |